# AirAsia Zest
Zest Airways, Inc., que operaba como AirAsia Zest (anteriormente Asian Spirit y Zest Air), fue una aerolínea con sede en Pásay, Metro Manila, Filipinas. Operaba vuelos regulares domésticos y servicios turísticos internacionales, principalmente servicios de enlace que unían Manila y Cebú con 24 destinos nacionales. En 2013 se convirtió en filial de Philippines AirAsia operando su marca por separado. Su base principal era el Aeropuerto Internacional Ninoy Aquino. 
Fue fundada originalmente como Asian Spirit, siendo la primera aerolínea en las Filipinas que empezó como cooperativa. El 16 de agosto de 2013, la Administración de Aviación Civil de Filipinas (CAAP), el organismo regulador para la aviación civil del Gobierno de la República de Filipinas, suspendió los vuelos de Zest Air debido a cuestiones de seguridad. Menos de un año después de la alianza estratégica de AirAsia y Zest Air, la aerolínea fue renombrada como AirAsia Zest.

## Flota
La flota de AirAsia Zest incluía las siguientes aeronaves (a agosto de 2015)